# Walton Brooks McDaniel
Walton Brooks McDaniel (* 4. März 1871 in Cambridge (Massachusetts); † 16. September 1978 in Camden (New Jersey)) war ein US-amerikanischer klassischer Philologe.

## Leben
Walton Brooks McDaniel studierte an der Harvard University, wo er 1893 den Bachelor-Grad und 1894 den Master-Grad erlangte. Anschließend vertiefte er seine Studien an der Berliner Universität und an der Sorbonne in Paris. In Harvard arbeitete er von 1896 bis 1897 als Lehrbeauftragter und verfasste seine Dissertation über die Textkritik der Homerischen Hymnen (in lateinischer Sprache), mit der er 1899 zum Ph. D. promoviert wurde. Im selben Jahr heiratete er auch Alice Corinne Garlichs, mit der er in Berlin studiert hatte.
Nach der Promotion lehrte McDaniel als Dozent für griechische und lateinische Sprache und Literatur an der Harvard University und am Radcliffe College. 1901 wechselte er an die University of Pennsylvania, wo er 1903 zum Assistant Professor und 1909 zum Full Professor of Latin Language and Litterature ernannt wurde. Sein bekanntester Schüler ist der Dichter Ezra Pound, der bei McDaniel lateinische Lehrveranstaltungen besuchte. Von 1913 bis 1935 war McDaniel Mitherausgeber der Zeitschrift Classical Weekly. Seit 1917 war er Mitglied der American Philosophical Society.
Von 1920 bis 1921 hielt sich McDaniel als Gastdozent an der American Academy in Rome auf und war gleichzeitig Vorsitzender der American Philological Association. In den 30er Jahren verschlechterte sich seine Gesundheit: Er litt 1933 zweimal an Lungenentzündung sowie an Influenza und Asthma. Aus diesem Grund ließ er sich 1937 emeritieren und lebte fortan im Ruhestand. 1943 stiftete er der Universität eine Sammlung römischer Kunstgegenstände, die er zu Ehren seiner verstorbenen Frau Alice Corinne McDaniel Collection nannte. Seinen Ruhestand verbrachte McDaniel in Miami und in Camden (New Jersey). 1950 heiratete er in zweiter Ehe Helen Celemia Stock, die Witwe von William Herbert Brown. McDaniel starb am 16. September 1978 im Alter von 107 als ältester Harvard-Alumnus aller Zeiten.
McDaniels Forschungsschwerpunkt war das Alltagsleben der Antike, besonders Sport und Spiele. Zu seinem 100. Geburtstag veröffentlichte die Harvard University seine Schrift Riding a Hobby in the Classical Lands.